# Chennikkara Thomas
Chennikkara Francis Thomas, también conocido como C.F Thomas (Changanassery, 30 de julio de 1939 - Kerala, 27 de septiembre de 2020) fue un político indio de Changanassery y miembro de la Asamblea Legislativa de Kerala. Fue ministro de Desarrollo Rural en el segundo ministerio de Oommen Chandy. También fue presidente del Congreso de Kerala y más tarde se convirtió en su vicepresidente. Antes de ingresar a la política, fue profesor en la escuela secundaria superior St. Berchmans en Changansserry de 1962 a 1980.

## Carrera política
Thomas ingresó a la política en 1956 como activista de KSU, el ala estudiantil del Congreso Nacional Indio. Se unió al Congreso de Kerala en 1964 y fue miembro fundador del partido. Fue elegido miembro de la Asamblea Legislativa de Kerala por nueve mandatos consecutivos a partir de 1980, en representación de la circunscripción de Changanassery.
Thomas fue ministro en el cuarto ministerio de AK Anthony y el primer ministerio posterior de Oommen Chandy, y ocupó las carteras de Registro, Desarrollo Rural, Khadi e Industrias Aldeanas. Fue secretario general a nivel estatal de la Liga de Estudiantes Católicos de Kerala (KCSL). Fue respetado por su humildad y estilo de vida sencillo.
Comenzó actividades políticas mientras era estudiante, se unió al Congreso Nacional Indio y luego se convirtió en Vicepresidente de Changanassery Town (Oeste). Se unió al Congreso de Kerala en su formación y se desempeñó como Secretario y Presidente de la circunscripción de Changanassery; Secretario de Distrito, Kottayam; Miembro del Comité Ejecutivo del Estado. Trabajó como Secretario General y Presidente del Congreso de Kerala (M).
Debido a la fusión de los tres grupos del Congreso de Kerala, ocupó el cargo de Vicepresidente. Se alió con la facción PJ Joseph de KC (M) después de que el partido se enfrentara a una ruptura tras la muerte de KM Mani.
Thomas falleció en el hospital Thiruvalla Believers Church el 27 de septiembre de 2020, a la edad de 81 años, después de una larga enfermedad.